# 離断性骨軟骨炎
離断性骨軟骨炎（りだんせいこつなんこつえん、英: osteochondritis dissecans; OCD、独: Osteochondritis dissecans）は、肘関節、股関節、膝関節などの部位に好発する骨端症 osteochondrosis の一種で、野球肘、テニス肘などはこれに含まれる。

## 概要
10代の男性に好発するが、高年齢者、小児にも生じる。最も好発する部位は膝関節の大腿骨顆間窩の内側顆に面する壁である。肘関節では上腕骨小頭部に最も多い。
跳躍をともなう競技の選手では膝離断性骨軟骨炎が多く見られ、スポーツ外傷、循環器障害などによるものとされる。膝離断性骨軟骨炎では、膝の屈伸時に一定の角度を超えて伸展できないロッキングと呼ばれる症状を呈する。
肘関節に発生するものとしては、野球肘、ゴルフ肘、テニス肘の呼称で広く知られる上腕骨外側上顆炎、上腕骨内側上顆炎がある。
疼痛は主に運動痛で、一般に軽度であるが、無腐性壊死avascular necrosisを起こした骨軟骨片が関節面から遊離して関節遊離体となると、関節炎を引き起こしたり、場合によっては関節面間に嵌頓することで疼痛や関節運動障害の原因となる。また時として陳旧性のものは変形性関節症 osteoarthritis に移行することがある。
X線像は特異的で、関節面に一致して円形もしくは楕円形の周囲輪郭が硬化した透明像を認め、内部には後に遊離体となる骨硬化像が確認できる。
治療に際しては早期の安静や固定により経過をみるが、大きいものでは病巣部の摘出を行い、その後の欠損部には骨移植を施す。小範囲の病巣部は切除のみ行う。あるいは関節鏡視下での穿孔術によっても治癒する。
また、2013年3月13日に株式会社ジャパン・ティッシュエンジニアリングの再生医療製品自家培養軟骨「ジャック」が膝関節の離断性骨軟骨炎を適応対象とした医療機器に指定されている。

### 関節遊離体
関節遊離体 loose body of the joint は生体組織由来の関節腔内遊離体の総称で、関節ネズミ（英：joint mouse、独：Gelenkmaus）ともいう。遊離体は米粒状で、中心部に石灰沈着、骨化を生じることがある。野球肘、ゴルフ肘、テニス肘が進行した場合には、肘関節ネズミが見られる。この他、関節遊離体の現われる疾患には滑膜骨軟骨腫症、変形性関節症、神経病性関節症（シャルコー関節）、骨軟骨骨折、結核性関節炎などがある。
基礎疾患によるが、遊離体自体の特有症状は嵌頓症状で、激しい関節痛と顕著な運動制限が突然に起こる。骨組織を含む遊離体は単純X線で認められるが、他の場合には陰性もしくは二重関節造影により診断する。